# Урван
У́рван (Урбан) — апостол от 70-ти, сподвижник апостола Павла (Рим. 16:9), епископ македонский.
Амплий и Урбан сопутствовали апостолу Павлу в его проповедническом путешествии по странам Балканского полуострова; посему их епископство в городах этого полуострова, находившихся у Чёрного моря и в дельте Дуная, представляется вполне возможным. Святительствовал с благословения святого апостола Андрея Первозванного, который и посвятил его в сан епископа.
За проповедь Евангелия и разрушение идольских капищ был предан мученической смерти иудеями и эллинами-язычниками.
По Месяцеслову Василия, мощи Урвана вместе с мощами Амплия и Стахия принесены были в Константинополь и положены в Пигах (греч. Πηγαϊς — на источниках).

## Дни памяти
- В православном церковном календаре (по старому стилю): 4 января (17) — соборная память апостолов от 70-и и 31 октября (13 ноября).
- В католическом: 13 июля.
- В элладской церкви 29 ноября.